# Sacbé

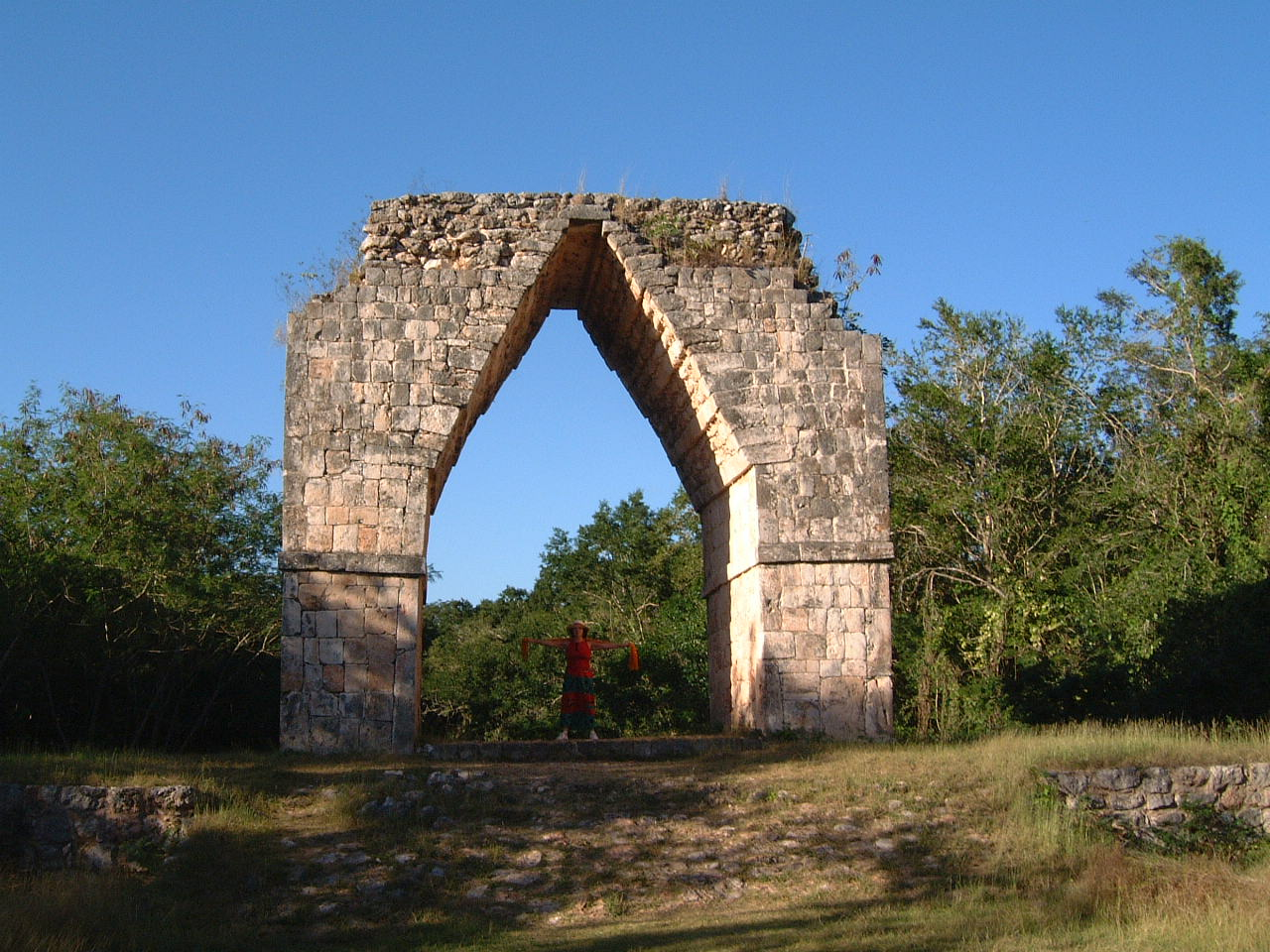
Triumphbogen am Ende des Sacbé in Kabah

Sacbé („Weißer Weg“, von Mayathan: sac = „weiß“, bé = „Weg“; Plural Sacbeob) bezeichnet eine Straße der Maya, die Zeremonienbauten innerhalb einer Siedlung oder nahe gelegene Städte miteinander verband. Der Name ergab sich aus der Bauweise der Straße, die massiv aufgeschüttet und mit weißem Stuck oder Kalk bedeckt war, zu deren Gewinnung umfangreiche Rodungen vorgenommen werden mussten.

## Bauweise

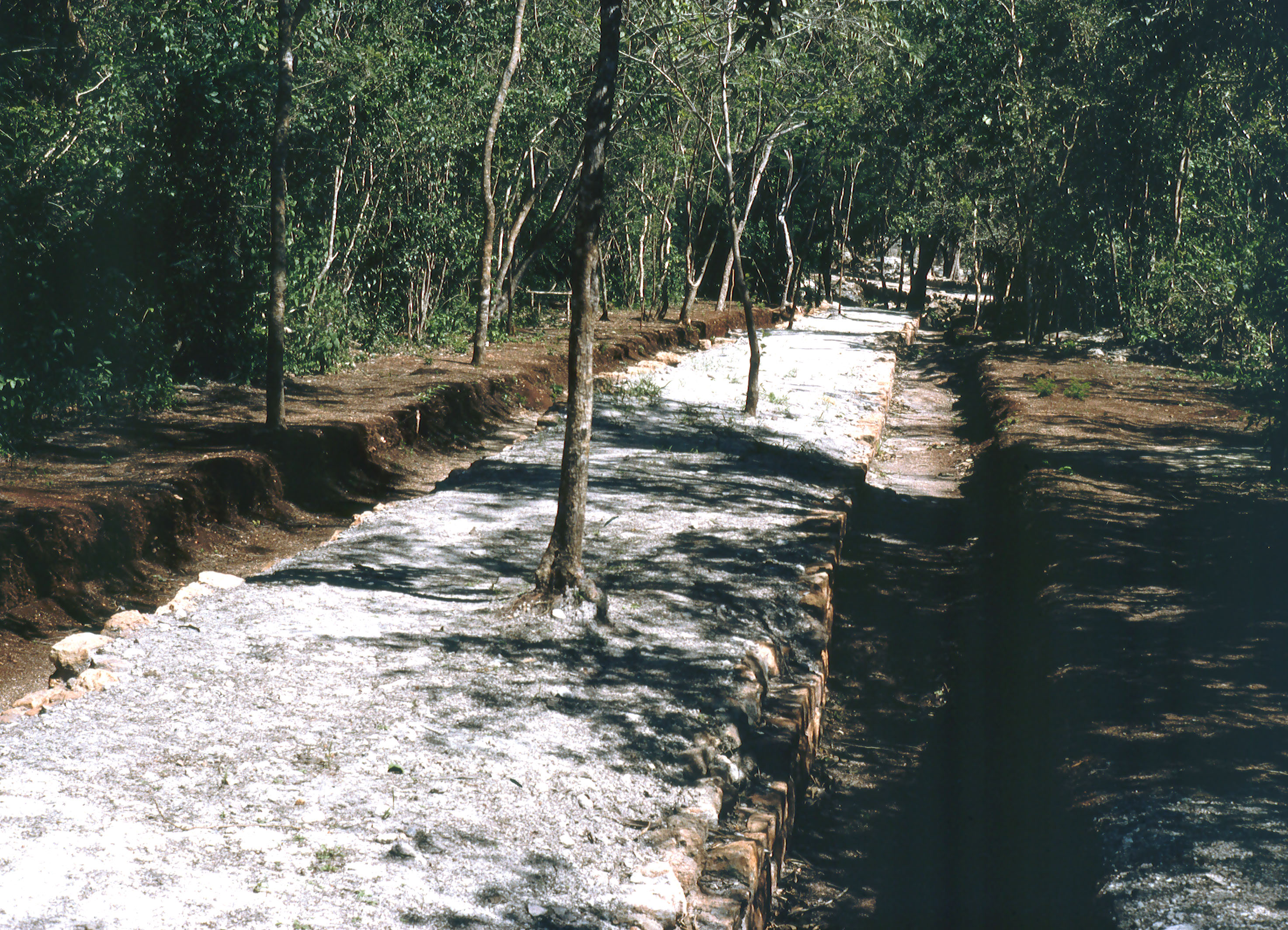
Innerörtlicher Sacbé Nr. 6 in Chichen Itza zwischen „Osario“-Tempel und Xtoloc-Tempel.

Nach ihrer Bauweise sind Sacbeob eigentlich nur sehr langgezogene schmale Plätze. Im Allgemeinen haben die Sacbeob eine Breite von etwa fünf bis zehn Metern. Bei ihrem Bau wurden zunächst die Mauern, die die Begrenzung darstellen sollten, angelegt und danach der Zwischenraum mit Geröll aufgefüllt. Auf diese Geröllschicht wurde zunächst, genau wie bei den mit Stuck überzogenen Plätzen und Höfen, eine Schicht aus kleinen Steinen (2 bis 5 cm Durchmesser) eingebracht. Auf diese wurde schließlich eine leicht gewölbte Schicht aus Kalkmörtel gelegt, um die Straße so vor dem Regenwasser und einem hohen Abnutzungsgrad zu schützen. Die Höhe über dem Gelände ist von dessen Gestalt abhängig und kann für die Durchquerung von Senken bis zu mehreren Metern betragen. Meist sind jedoch nur mehr einfache Steinreihen als seitliche Begrenzung vorhanden. Dank ihrer Bauweise sind viele der Sacbeob auch heute noch gut im Gelände zu erkennen, wenngleich nicht mehr als Straßen zu benutzen. Die Straßen waren häufig von kleinen Plattformen und Treppen unterbrochen.

## Die wichtigsten überörtlichen Sacbeob in Yucatán
| von    | nach      | über   | Länge       | Besonderheit |
| ------ | --------- | ------ | ----------- | ------------ |
| Uxmal  | Kabah     | Nohpat | 18 km       | niedrig      |
| Yaxuná | Cobá      |        | über 100 km | aufwändig    |
| Izamal | Aké       |        | 30 km       | mittelhoch   |
| Izamal | Kantunil  |        | 14 km       | niedrig      |
| Uci    | Cansahcab |        | 17 km       | mittelhoch   |

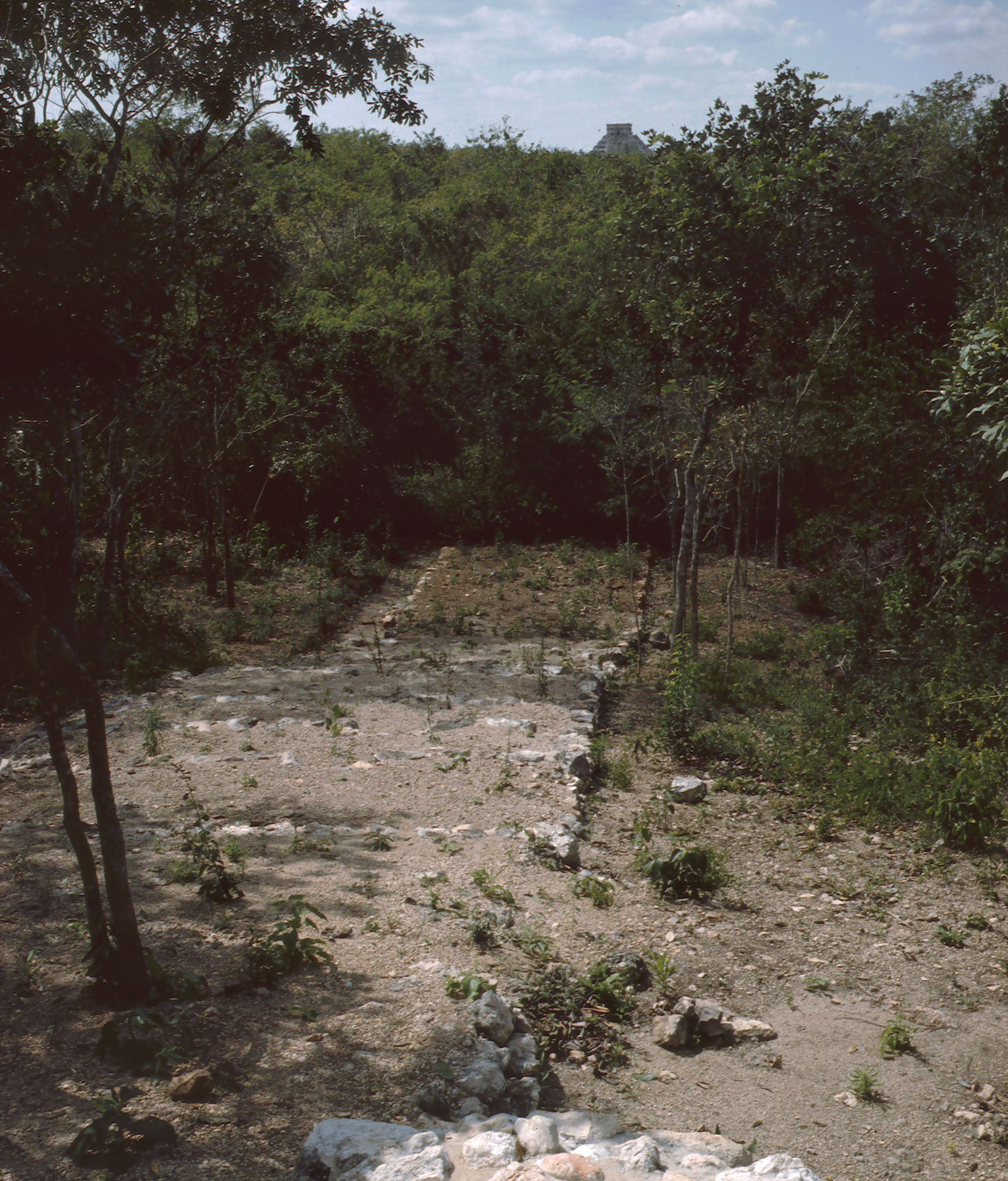
In der Gruppe Chultun von Chichén Itzá geht der sacbé mit Stufen einen Hügel hinunter und genau auf die Kukulcan-Pyramide zu

Die Verlängerung des Sacbe von Izamal nach Westen bis Mérida und nach Osten bis an die karibische Küste nahe Puerto Morelos ist weitgehend hypothetisch. Eine Sacbé zwischen Calakmul und El Mirador über 50 km gilt heute als gesichert.

## Funktion

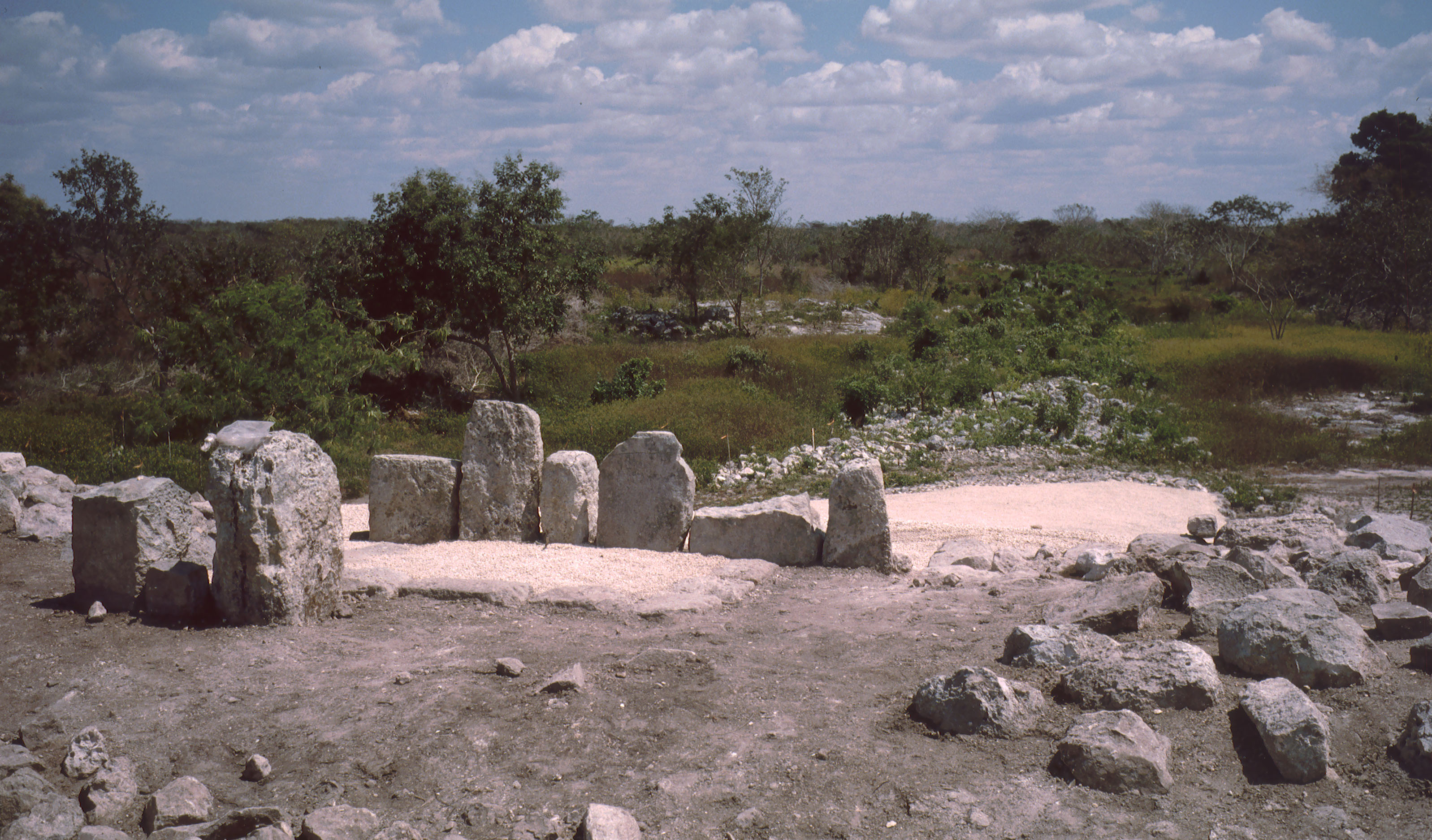
Der Beginn des Sacbé nach Cobá in Yaxuná

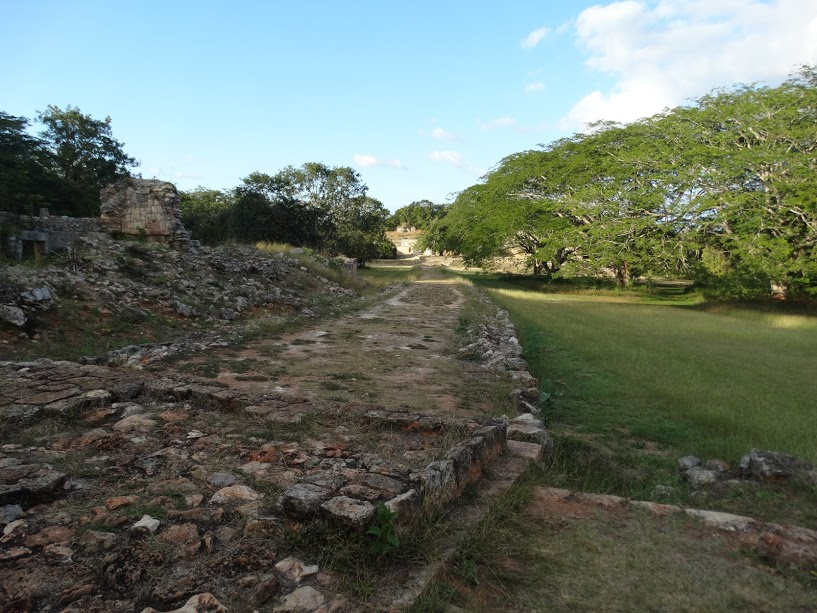
Sacbé in Labna

Die Funktion der überörtlichen Sacbeob liegt weitgehend im Dunkeln. Da Fuhrwerke und die dafür nötigen Zugtiere nicht vorhanden waren, ist eine Nutzung für den Transport von Gütern nicht anzunehmen. Sie hatten eher eine symbolische politische Bedeutung, indem sie die Verbindung zwischen zwei Städten besonders unterstrichen. Die Sacbeob, die nach Izamal führten, wurden vermutlich als Prozessionsstraßen zu den großen und wichtigen Heiligtümern von Izamal genutzt. Überörtliche Sacbeob wurden auch im Petén im Norden Guatemalas in der Umgebung von El Mirador und El Tintal nachgewiesen.
Innerörtliche Sacbeob sind besonders in Cobá und in Chichén Itzá in großer Zahl anzutreffen, wo sie aus dem Zentrum zu verschiedenen außerhalb liegenden Siedlungen und Zeremonialbauten führten. Hier ist es teilweise schwer, zwischen innerörtlichen und überörtlichen Sacbeob zu unterscheiden.